# Буруєнешть (Нямц)
Буруєнешть, Буруєнешті (рум. Buruienești) — село у повіті Нямц в Румунії. Входить до складу комуни Должешть.
Село розташоване на відстані 292 км на північ від Бухареста, 46 км на схід від П'ятра-Нямца, 49 км на захід від Ясс.

## Населення
За даними перепису населення 2002 року у селі проживали 3690 осіб, з них 3689 осіб (> 99,9%) румунів. Усі жителі села рідною мовою назвали румунську.